# Championnats de Grande-Bretagne de patinage artistique
Les championnats  de Grande-Bretagne de patinage artistique (en anglais : British Figure Skating Championships) sont organisés chaque année pour déterminer les champions nationaux de Grande-Bretagne. Ils se déroulent dans les quatre disciplines du patinage artistique: simple messieurs, simple dames, patinage en couple et danse sur glace. Les championnats n'ont pas toujours eu lieu chaque année à cause des guerres mondiales ou du manque de participants.
Le concours a souvent lieu en novembre ou décembre précédant l'année du titre: ainsi, par exemple, les championnats de 1962 ont été tenues en novembre 1961. Les championnats de danse sur glace ont souvent été organisés dans un autre lieu que les autres disciplines.
Les compétitions ont longtemps été ouvertes aux patineurs en provenance des pays du Commonwealth, et notamment aux patineurs en provenance du Canada ou d'Australie.
Les compétitions masculines ont été des compétitions mixtes jusqu'en 1926, et les premiers championnats féminins ont été organisés en 1927.

## Palmarès des champions de Grande-Bretagne
| Date                                                                          | Lieu                                                      | Messieurs                                                 | Dames                                                     | Couples                                                   | Danse                                                     |
| ----------------------------------------------------------------------------- | --------------------------------------------------------- | --------------------------------------------------------- | --------------------------------------------------------- | --------------------------------------------------------- | --------------------------------------------------------- |
| 1903                                                                          | Henglers                                                  | Madge Syers                                               |                                                           |                                                           |                                                           |
| 1904                                                                          | Londres                                                   | Madge Syers                                               |                                                           |                                                           |                                                           |
| 1905                                                                          | Londres                                                   | Horatio Torromé                                           |                                                           |                                                           |                                                           |
| 1906                                                                          | Londres                                                   | Horatio Torromé                                           |                                                           |                                                           |                                                           |
| 1907                                                                          | Londres                                                   | John Keiller Greig                                        |                                                           |                                                           |                                                           |
| 1908                                                                          | Londres                                                   | Dorothy Greenhough-Smith                                  |                                                           |                                                           |                                                           |
| 1909                                                                          | Londres                                                   | John Keiller Greig                                        |                                                           |                                                           |                                                           |
| 1910                                                                          | Londres                                                   | John Keiller Greig                                        |                                                           |                                                           |                                                           |
| 1911                                                                          | Londres                                                   | Dorothy Greenhough-Smith                                  |                                                           |                                                           |                                                           |
| 1912                                                                          | Londres                                                   | Arthur Cumming                                            |                                                           |                                                           |                                                           |
| 1913                                                                          | Londres                                                   | Basil Williams                                            |                                                           |                                                           |                                                           |
| 1914                                                                          | Londres                                                   | Arthur Cumming                                            |                                                           | Phyllis Johnson / James H. Johnson                        |                                                           |
| Pas de compétitions à cause de la Première Guerre mondiale de 1915 à 1920.    |                                                           |                                                           |                                                           |                                                           |                                                           |
| 1921                                                                          | Manchester                                                | Phyllis Johnson                                           |                                                           | Madeline Macdonald Beaumont / Kenneth Macdonald Beaumont  |                                                           |
| 1922                                                                          | Manchester                                                | Jack Page                                                 |                                                           | Madeline Macdonald Beaumont / Kenneth Macdonald Beaumont  |                                                           |
| 1923                                                                          | Manchester                                                | Jack Page                                                 |                                                           | Ethel Muckelt / Jack Page                                 |                                                           |
| 1924                                                                          | Manchester                                                | Jack Page                                                 |                                                           | Ethel Muckelt / Jack Page                                 |                                                           |
| 1925                                                                          | Manchester                                                | Jack Page                                                 |                                                           | Ethel Muckelt / Jack Page                                 |                                                           |
| 1926                                                                          | Manchester                                                | Jack Page                                                 |                                                           | Ethel Muckelt / Jack Page                                 |                                                           |
| 1927                                                                          | Ice club                                                  | Jack Page                                                 | Kathleen Shaw                                             | Ethel Muckelt / Jack Page                                 |                                                           |
| 1928                                                                          | Manchester                                                | Jack Page                                                 | Constance Wilson                                          | Ethel Muckelt / Jack Page                                 |                                                           |
| 1929                                                                          | Ice club                                                  | Jack Page                                                 | Kathleen Shaw                                             | Ethel Muckelt / Jack Page                                 |                                                           |
| 1930                                                                          | Manchester                                                | Jack Page                                                 | Kathleen Shaw                                             | Ethel Muckelt / Jack Page                                 |                                                           |
| 1931                                                                          | Oxford & Golders Green                                    | Jack Page                                                 | Marion Field                                              | Ethel Muckelt / Jack Page                                 |                                                           |
| 1932                                                                          | Purley & Manchester                                       | Ian Bowhill                                               | Megan Taylor                                              | Margaret Shaw / William Kenneth Ord Mackenzie             |                                                           |
| 1933                                                                          | Bornemouth & Park Lane                                    | Jack Page                                                 | Megan Taylor                                              | Mollie Phillips / Rodney Murdoch                          |                                                           |
| 1934                                                                          | Manchester & Westminster                                  | Graham Sharp                                              | Megan Taylor                                              | Violet Supple et Leslie Cliff                             |                                                           |
| 1935                                                                          | Westminster & Streatham                                   | Graham Sharp                                              | Cecilia Colledge                                          | Violet Cliff et Leslie Cliff                              |                                                           |
| 1936                                                                          | Streatham & Westminster                                   | Graham Sharp                                              | Cecilia Colledge                                          | Violet Cliff et Leslie Cliff                              |                                                           |
| 1937                                                                          | Harringay                                                 | Graham Sharp                                              | Cecilia Colledge                                          | Violet Cliff et Leslie Cliff                              | Daphne Wallis et Reginald Wilkie                          |
| 1938                                                                          | Wembley                                                   | Graham Sharp                                              | Cecilia Colledge                                          | Violet Cliff et Leslie Cliff                              | Daphne Wallis et Reginald Wilkie                          |
| 1939                                                                          | Wembley                                                   | Graham Sharp                                              | Cecilia Colledge                                          | Violet Cliff et Leslie Cliff                              | Daphne Wallis et Reginald Wilkie                          |
| Pas de compétitions à cause de la Seconde Guerre mondiale entre 1940 et 1945. |                                                           |                                                           |                                                           |                                                           |                                                           |
| 1946                                                                          | Wembley                                                   | Graham Sharp                                              | Cecilia Colledge                                          | Winifred Silverthorne et Dennis Silverthorne              |                                                           |
| 1947                                                                          | Wembley                                                   | Arthur Apfel                                              | Daphne Walker                                             | Winifred Silverthorne et Dennis Silverthorne              | Pauline Borrajo et Albert Edmonds                         |
| 1948                                                                          | Wembley                                                   | Graham Sharp                                              | Jeannette Altwegg                                         | Jennifer Nicks et John Nicks                              | Pauline Borrajo et Albert Edmonds                         |
| 1949                                                                          | Londres & Wembley                                         | Michael Carrington                                        | Jeannette Altwegg                                         | Jennifer Nicks et John Nicks                              | Sybil D.F. Cooke et Robert S. Hudson                      |
| 1950                                                                          | Londres                                                   | Michael Carrington                                        | Jeannette Altwegg                                         | Jennifer Nicks et John Nicks                              | Sybil D.F. Cooke et Robert S. Hudson                      |
| 1951                                                                          | Londres                                                   | Titre non décerné                                         | Jeannette Altwegg                                         | Jennifer Nicks et John Nicks                              | Joan Dewhirst et John Slater                              |
| 1952                                                                          | Londres                                                   | Adrian Swan                                               | Valda Osborn                                              | Jennifer Nicks et John Nicks                              | Joan Dewhirst et John Slater                              |
| 1953                                                                          | Streatham                                                 | Michael Booker                                            | Valda Osborn                                              | Jennifer Nicks et John Nicks                              | Joan Dewhirst et John Slater                              |
| 1954                                                                          | Streatham                                                 | Michael Booker                                            | Yvonne Sugden                                             | Jane Higson et Robert Hudson                              | Jean Westwood et Lawrence Demmy                           |
| 1955                                                                          | Streatham                                                 | Michael Booker                                            | Yvonne Sugden                                             | Jane Higson et Robert Hudson                              | Jean Westwood et Lawrence Demmy                           |
| 1956                                                                          | Streatham                                                 | Michael Booker                                            | Yvonne Sugden                                             | Joyce Coates et Anthony Holles                            | Pamela Weight et Paul Thomas                              |
| 1957                                                                          | Streatham                                                 | Michael Booker                                            | Erica Batchelor                                           | Joyce Coates et Anthony Holles                            | June Markham et Courtney Jones                            |
| 1958                                                                          | Streatham                                                 | Michael Booker                                            | Diana Clifton-Peach                                       | Joyce Coates et Anthony Holles                            | June Markham et Courtney Jones                            |
| 1959                                                                          | Nottingham                                                | David Clements                                            | Patricia Pauley                                           | Joyce Coates et Anthony Holles                            | Doreen Denny et Courtney Jones                            |
| 1960                                                                          | Streatham                                                 | Robin Jones                                               | Patricia Pauley                                           | Titre non décerné                                         | Doreen Denny et Courtney Jones                            |
| 1961                                                                          | Streatham                                                 | Titre non décerné                                         | Diana Clifton-Peach                                       | Valerie Holman Hunt et Peter Burrows                      | Doreen Denny et Courtney Jones                            |
| 1962                                                                          | Streatham                                                 | Robin Jones                                               | Jacqueline Harbord                                        | Valerie Holman Hunt et Peter Burrows                      | Linda Shearman et Michael Phillips                        |
| 1963                                                                          | Richmond & Nottingham                                     | Malcolm Cannon                                            | Diana Clifton-Peach                                       | Vera Jeffery et Peter Webb                                | Linda Shearman et Michael Phillips                        |
| 1964                                                                          | Wembley                                                   | Hywel Evans                                               | Sally-Anne Stapleford                                     | Vera Jeffery et Peter Webb                                | Janet Sawbridge et David Hickinbottom                     |
| 1965                                                                          | Wembley & Nottingham                                      | Hywel Evans                                               | Sally-Anne Stapleford                                     | Linda Connolly et Colin Taylforth                         | Janet Sawbridge et David Hickinbottom                     |
| 1966                                                                          | Wembley & Nottingham                                      | Malcolm Cannon                                            | Sally-Anne Stapleford                                     | Linda Bernard et Raymond Wilson                           | Diane Towler et Bernard Ford                              |
| 1967                                                                          | Streatham & Nottingham                                    | Michael Williams                                          | Sally-Anne Stapleford                                     | Linda Bernard et Raymond Wilson                           | Diane Towler et Bernard Ford                              |
| 1968                                                                          | Richmond & Nottingham                                     | Michael Williams                                          | Sally-Anne Stapleford                                     | Linda Bernard et Raymond Wilson                           | Diane Towler et Bernard Ford                              |
| 1969                                                                          | Richmond & Nottingham                                     | Haig Oundjian                                             | Patricia Dodd                                             | Linda Bernard et Raymond Wilson                           | Diane Towler et Bernard Ford                              |
| 1970                                                                          | Richmond & Nottingham                                     | Haig Oundjian                                             | Patricia Dodd                                             | Linda Connolly et Colin Taylforth                         | Susan Getty et Roy Bradshaw                               |
| 1971                                                                          | Richmond & Nottingham                                     | John Curry                                                | Patricia Dodd                                             | Linda Connolly et Colin Taylforth                         | Susan Getty et Roy Bradshaw                               |
| 1972                                                                          | Richmond & Nottingham                                     | Haig Oundjian                                             | Jean Scott                                                | Jayne Torvill et Michael Hutchison                        | Janet Sawbridge et Peter Dalby                            |
| 1973                                                                          | Richmond                                                  | John Curry                                                | Maria McLean                                              | Linda McCafferty et Colin Taylforth                       | Hilary Green et Glyn Watts                                |
| 1974                                                                          | Richmond                                                  | John Curry                                                | Jean Scott                                                | Wendy Sessions et Chris Harrison                          | Hilary Green et Glyn Watts                                |
| 1975                                                                          | Richmond                                                  | John Curry                                                | Gail Keddie                                               | Linda McCafferty et Colin Taylforth                       | Hilary Green et Glyn Watts                                |
| 1976                                                                          | Richmond                                                  | John Curry                                                | Karena Richardson                                         | Erika Taylforth et Colin Taylforth                        | Hilary Green et Glyn Watts                                |
| 1977                                                                          | Richmond                                                  | Robin Cousins                                             | Karena Richardson                                         | Ruth Lindsay et Alan Beckwith                             | Janet Thompson et Warren Maxwell                          |
| 1978                                                                          | Richmond & Nottingham                                     | Robin Cousins                                             | Karena Richardson                                         | Ruth Lindsay et Alan Beckwith                             | Janet Thompson et Warren Maxwell                          |
| 1979                                                                          | Richmond & Nottingham                                     | Robin Cousins                                             | Deborah Cottrill                                          | Susan Garland et Robert Daw                               | Jayne Torvill et Christopher Dean                         |
| 1980                                                                          | Richmond & Nottingham                                     | Robin Cousins                                             | Karena Richardson                                         | Susan Garland et Robert Daw                               | Jayne Torvill et Christopher Dean                         |
| 1981                                                                          | Richmond & Nottingham                                     | Christopher Howarth                                       | Karen Wood                                                | Susan Garland et Robert Daw                               | Jayne Torvill et Christopher Dean                         |
| 1982                                                                          | Richmond & Nottingham                                     | Mark Pepperday                                            | Deborah Cottrill                                          | Susan Garland et Ian Jenkins                              | Jayne Torvill et Christopher Dean                         |
| 1983                                                                          | Solihull & Nottingham                                     | Mark Pepperday                                            | Karen Wood                                                | Susan Garland et Ian Jenkins                              | Jayne Torvill et Christopher Dean                         |
| 1984                                                                          | Solihull & Nottingham                                     | Mark Pepperday                                            | Susan Jackson                                             | Susan Garland et Ian Jenkins                              | Jayne Torvill et Christopher Dean                         |
| 1985                                                                          | Richmond & Nottingham                                     | Stephen Pickavance                                        | Susan Jackson                                             | Lisa Cushley et Neil Cushley                              | Karen Barber et Nicholas Slater                           |
| 1986                                                                          | Solihull & Nottingham                                     | Stephen Pickavance                                        | Joanne Conway                                             | Cheryl Peake et Andrew Naylor                             | Sharon Jones et Paul Askham                               |
| 1987                                                                          | Solihull & Nottingham                                     | Paul Robinson                                             | Joanne Conway                                             | Cheryl Peake et Andrew Naylor                             | Sharon Jones et Paul Askham                               |
| 1988                                                                          | Lee Valley & Bracknell                                    | Paul Robinson                                             | Joanne Conway                                             | Cheryl Peake et Andrew Naylor                             | Sharon Jones et Paul Askham                               |
| 1989                                                                          | Solihull                                                  | Christian Newberry                                        | Joanne Conway                                             | Cheryl Peake et Andrew Naylor                             | Sharon Jones et Paul Askham                               |
| 1990                                                                          | Basingstoke                                               | Steven Cousins                                            | Emma Murdoch                                              | Cheryl Peake et Andrew Naylor                             | Lynn Burton et Andrew Place                               |
| 1991                                                                          | Basingstoke                                               | Steven Cousins                                            | Joanne Conway                                             | Cheryl Peake et Andrew Naylor                             | Anne Hall et Jason Blomfield                              |
| 1992                                                                          | Hull                                                      | Steven Cousins                                            | Joanne Conway                                             | Kathryn Pritchard et Jason Briggs                         | Melanie Bruce et Andrew Place                             |
| 1993                                                                          | Milton Keynes & Hull                                      | Steven Cousins                                            | Charlene Von Saher                                        | Vicky Pearce et Clive Shorten                             | Marika Humphreys et Justin Lanning                        |
| 1994                                                                          | Basingstoke & Sheffield                                   | Steven Cousins                                            | Stephanie Main                                            | Dana Mednick et Jason Briggs                              | Jayne Torvill et Christopher Dean                         |
| 1995                                                                          | Hull                                                      | Steven Cousins                                            | Jenna Arrowsmith                                          | Lesley Rogers et Michael Aldred                           | Michelle Fitzgerald et Vincent Kyle                       |
| 1996                                                                          | Basingstoke                                               | Steven Cousins                                            | Stephanie Main                                            | Lesley Rogers et Michael Aldred                           | Marika Humphreys et Philip Askew                          |
| 1997                                                                          | Guildford                                                 | Neil Wilson                                               | Jenna Arrowsmith                                          | Lesley Rogers et Michael Aldred                           | Marika Humphreys et Philip Askew                          |
| 1998                                                                          | Hull                                                      | Steven Cousins                                            | Jenna Arrowsmith                                          | Marsha Poluiashenko et Andrew Seabrook                    | Charlotte Clements et Gary Shortland                      |
| 1999                                                                          | Milton Keynes                                             | Clive Shorten                                             | Stephanie Main                                            | Marsha Poluiashenko et Andrew Seabrook                    | Charlotte Clements et Gary Shortland                      |
| 2000                                                                          | Belfast                                                   | Neil Wilson                                               | Tamsin Sear                                               | Sarah Kemp et Daniel Thomas                               | Julie Keeble et Lukasz Zalewski                           |
| 2001                                                                          | Ayr                                                       | Alan Street                                               | Zoe Jones                                                 | Tiffany Sfikas et Andrew Seabrook                         | Marika Humphreys et Vitaliy Baranov                       |
| 2002                                                                          | Basingstoke                                               | Matthew Davies                                            | Zoe Jones                                                 | Tiffany Sfikas et Andrew Seabrook                         | Marika Humphreys et Vitaliy Baranov                       |
| 2003                                                                          | Dumfries                                                  | Neil Wilson                                               | Jenna McCorkell                                           | Titre non décerné                                         | Pam O'Connor et Jonathon O'Dougherty                      |
| 2004                                                                          | Sheffield                                                 | Matthew Davies                                            | Jenna McCorkell                                           | Titre non décerné                                         | Sinead Kerr et John Kerr                                  |
| 2005                                                                          | Nottingham                                                | John Hamer                                                | Jenna McCorkell                                           | Titre non décerné                                         | Sinead Kerr et John Kerr                                  |
| 2006                                                                          | Sheffield                                                 | John Hamer                                                | Vanessa James                                             | Stacey Kemp et David King                                 | Sinead Kerr et John Kerr                                  |
| 2007                                                                          | Nottingham                                                | John Hamer                                                | Jenna McCorkell                                           | Stacey Kemp et David King                                 | Sinead Kerr et John Kerr                                  |
| 2008                                                                          | Sheffield                                                 | Elliot Hilton                                             | Jenna McCorkell                                           | Stacey Kemp et David King                                 | Sinead Kerr et John Kerr                                  |
| 2009                                                                          | Nottingham                                                | Matthew Parr                                              | Jenna McCorkell                                           | Stacey Kemp et David King                                 | Sinead Kerr et John Kerr                                  |
| 2010                                                                          | Sheffield                                                 | Matthew Parr                                              | Jenna McCorkell                                           | Stacey Kemp et David King                                 | Sinead Kerr et John Kerr                                  |
| 2011                                                                          | Sheffield                                                 | David Richardson                                          | Jenna McCorkell                                           | Stacey Kemp et David King                                 | Louise Walden et Owen Edwards                             |
| 2012                                                                          | Sheffield                                                 | Jason Thompson                                            | Jenna McCorkell                                           | Stacey Kemp et David King                                 | Penny Coomes / Nicholas Buckland                          |
| 2013                                                                          | Sheffield                                                 | Matthew Parr                                              | Jenna McCorkell                                           | Stacey Kemp et David King                                 | Penny Coomes / Nicholas Buckland                          |
| 2014                                                                          | Sheffield                                                 | Matthew Parr                                              | Jenna McCorkell                                           | Amani Fancy / Christopher Boyadji                         | Penny Coomes / Nicholas Buckland                          |
| 2015                                                                          | Sheffield                                                 | Phillip Harris                                            | Karly Robertson                                           | Caitlin Yankowskas / Hamish Gaman                         | Olivia Smart / Joseph Buckland                            |
| 2016                                                                          | Sheffield                                                 | Phillip Harris                                            | Danielle Harrison                                         | Amani Fancy / Christopher Boyadji                         | Penny Coomes / Nicholas Buckland                          |
| 2017                                                                          | Sheffield                                                 | Graham Newberry                                           | Natasha McKay                                             | Zoe Jones / Christopher Boyadji                           | Lilah Fear / Lewis Gibson                                 |
| 2018                                                                          | Sheffield                                                 | Phillip Harris                                            | Natasha McKay                                             | Zoe Jones / Christopher Boyadji                           | Penny Coomes / Nicholas Buckland                          |
| 2019                                                                          | Sheffield                                                 | Graham Newberry                                           | Natasha McKay                                             | Zoe Jones / Christopher Boyadji                           | Lilah Fear / Lewis Gibson                                 |
| 2020                                                                          | Sheffield                                                 | Peter-James Hallam                                        | Natasha McKay                                             | Zoe Jones / Christopher Boyadji                           | Lilah Fear / Lewis Gibson                                 |
| 2021                                                                          | Championnats annulés en raison de la pandémie de Covid-19 | Championnats annulés en raison de la pandémie de Covid-19 | Championnats annulés en raison de la pandémie de Covid-19 | Championnats annulés en raison de la pandémie de Covid-19 | Championnats annulés en raison de la pandémie de Covid-19 |
| 2022                                                                          | Sheffield                                                 | Graham Newberry                                           | Natasha McKay                                             | Anastasia Vaipan-Law / Luke Digby                         | Lilah Fear / Lewis Gibson                                 |
| 2023                                                                          | Sheffield                                                 | Graham Newberry                                           | Natasha McKay                                             | Anastasia Vaipan-Law / Luke Digby                         | Lilah Fear / Lewis Gibson                                 |
| 2024                                                                          | Sheffield                                                 | Edward Appleby                                            | Nina Povey                                                | Anastasia Vaipan-Law / Luke Digby                         | Lilah Fear / Lewis Gibson                                 |
| 2025                                                                          | Sheffield                                                 | Edward Appleby                                            | Kristen Spours                                            | Anastasia Vaipan-Law / Luke Digby                         | Lilah Fear / Lewis Gibson                                 |

En Italique: Villes n'accueillant que les championnats de danse sur glace (et pas les autres disciplines du patinage artistique).

## Records
Les records sont ici pour les patineurs ayant été au moins 6 fois champion de Grande-Bretagne.
- Catégorie Messieurs :

| Patineurs      | Nombre de titres | Années                                                           |
| -------------- | ---------------- | ---------------------------------------------------------------- |
| Jack Page      | 11               | 1922, 1923, 1924, 1925, 1926, 1927, 1928, 1929, 1930, 1931, 1933 |
| Graham Sharp   | 8                | 1934, 1935, 1936, 1937, 1938, 1939, 1946, 1948                   |
| Steven Cousins | 8                | 1990, 1991, 1992, 1993, 1994, 1995, 1996, 1998                   |
| Michael Booker | 6                | 1953, 1954, 1955, 1956, 1957, 1958                               |

- Catégorie Dames :

| Patineuses       | Nombre de titres | Années                                                           |
| ---------------- | ---------------- | ---------------------------------------------------------------- |
| Jenna McCorkell  | 11               | 2003, 2004, 2005, 2007, 2008, 2009, 2010, 2011, 2012, 2013, 2014 |
| Cecilia Colledge | 6                | 1935, 1936, 1937, 1938, 1939, 1946                               |
| Joanne Conway    | 6                | 1986, 1987, 1988, 1989, 1991, 1992                               |
| Natasha McKay    | 6                | 2017, 2018, 2019, 2020, 2022, 2023                               |

- Catégorie Couples :

| Patineurs                     | Nombre de titres | Années                                                                               |
| ----------------------------- | ---------------- | ------------------------------------------------------------------------------------ |
| Ethel Muckelt et Jack Page    | 9                | 1923, 1924, 1925, 1926, 1927, 1928, 1929, 1930, 1931                                 |
| Stacey Kemp et David King     | 8                | 2006, 2007, 2008, 2009, 2010, 2011, 2012, 2013                                       |
| Cheryl Peake et Andrew Naylor | 6                | 1986, 1987, 1988, 1989, 1990, 1991                                                   |
| Jennifer Nicks et John Nicks  | 6                | 1948, 1949, 1950, 1951, 1952, 1953                                                   |
| Susan Garland                 | 6                | Avec 2 partenaires : Robert Daw (1979, 1980, 1981) et Ian Jenkins (1982, 1983, 1984) |
| Christopher Boyadji           | 6                | Avec 2 partenaires : Amani Fancy (2014, 2016) et Zoe Jones (2017, 2018, 2019, 2020)  |

- Catégorie Danse :

| Patineurs                         | Nombre de titres | Années                                   |
| --------------------------------- | ---------------- | ---------------------------------------- |
| Jayne Torvill et Christopher Dean | 7                | 1979, 1980, 1981, 1982, 1983, 1984, 1994 |
| Sinead Kerr et John Kerr          | 7                | 2004, 2005, 2006, 2007, 2008, 2009, 2010 |
| Lilah Fear / Lewis Gibson         | 7                | 2017, 2019, 2020, 2022, 2023, 2024, 2025 |